# Duboisia hopwoodii
Duboisia hopwoodii är en potatisväxtart som först beskrevs av Ferdinand von Mueller, och fick sitt nu gällande namn av Ferdinand von Mueller. Duboisia hopwoodii ingår i släktet Duboisia och familjen potatisväxter. Inga underarter finns listade i Catalogue of Life.